# オットー・ヴェーラー

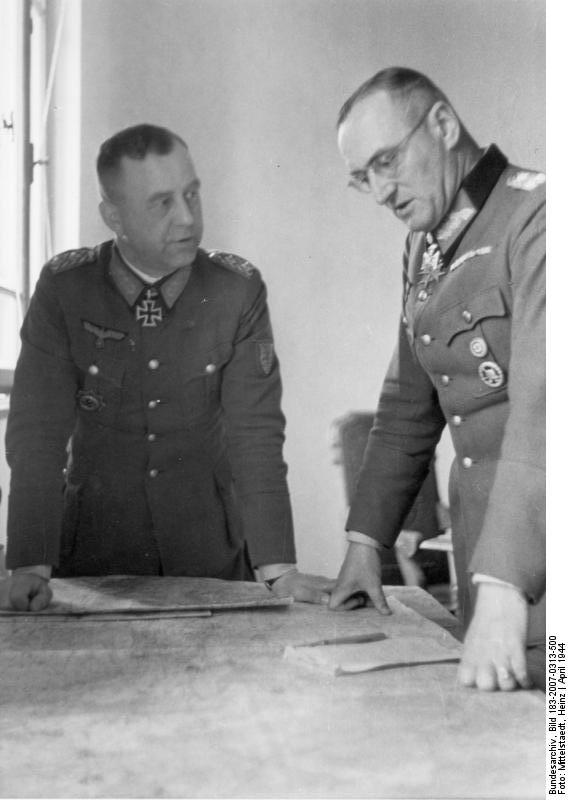
南方軍集団司令官フェルディナント・シェルナー（右）と作戦を協議するヴェーラー（1944年4月）

オットー・ヴェーラー（Otto Wöhler, 1894年7月12日–1987年2月5日）は、ドイツの陸軍軍人。最終階級はドイツ国防軍歩兵大将。第二次世界大戦後、ニュルンベルク継続裁判の一つ国防軍最高司令部裁判で懲役8年の判決を受けた。

## 経歴

### 初期の軍歴
ニーダーザクセン地方ブルクヴェーデルの富裕な農家に生まれる。父ハインリヒは1908年から1935年まで村長を務めていた。1歳の時母が死去。父に育てられるが、その生家は現在父の名が冠されている通りに面しており、村の博物館となっている。
職業軍人への道を選び、1914年に少尉に任官。第一次世界大戦に従軍し、第167歩兵連隊で大隊長を務めた。この大戦では三度負傷し、また多数の叙勲を受けている。戦後も軍に残り、ヴァイマル共和国軍で連隊副官を務める。1923年に中尉、1925年に大尉に昇進し、1926年には参謀教育課程を修了。1932年に少佐、1935年に中佐に昇進し、1938年には大佐に昇進してベルリンの国防軍大学参謀となった。

### 第二次世界大戦
第二次世界大戦が勃発すると、ヴィルヘルム・リストの第14軍で主任作戦参謀を務めポーランド侵攻に従軍。翌年の西方電撃戦では第XVII軍団参謀長を務めた。1940年10月に第11軍参謀長に就任し、1941年9月から同軍司令官となったエーリッヒ・フォン・マンシュタインに仕えた。1942年1月に少将、同年中将に昇進した。1943年にクリミア半島制圧の戦功を認められクリム盾章を受章。1942年4月から中央軍集団（司令官ギュンター・フォン・クルーゲ）の参謀長に転じた。
1943年、北方軍集団に属する第I軍団司令官に就任。同年6月、歩兵大将に昇進した。同年1月の赤軍に包囲されたヴェリーキエ・ルーキ救出作戦での戦功により、8月に騎士鉄十字章を受章した。8月、新編成の第8軍（旧称ケンプフ戦闘団）司令官に任命された。前任者ケンプフはハリコフ防衛に耐えないと判断され解任されたが、ヴェーラーもまたハリコフを放棄せざるを得なくなった。ヴェーラーはドニエプル川からルーマニアまでの後退戦を指揮したが、当時の参謀長はのちに北大西洋条約機構中欧陸軍総司令官となるハンス・シュパイデルであった。1944年8月のヤッシー・キシニョフ作戦では包囲された第8軍の一部しか救出出来なかったが、同年12月にハンガリーで南方軍集団司令官に任命された。1944年11月にはデブレツェン防衛戦での戦功により柏葉付騎士鉄十字章を受章した。
総統アドルフ・ヒトラーはヴェーラーを有能な将軍と認めていたものの、国家社会主義者としては落第であるとして上級大将への昇進を認めなかった。1945年4月に司令官を解任されて総統予備（待命）に編入され、そのまま終戦を迎えた。

### 戦後
ヴェーラーは連合国軍に逮捕され、第11軍参謀長当時の罪状で起訴されることになった。実際にはヴェーラーはオットー・オーレンドルフ率いるアインザッツグルッペD部隊の活動を制限しようとし、また対パルチザン戦闘に向けようと試みていた。裁判ではオーレンドルフがヴェーラーの試みについて、アインザッツグルッペンによる処刑を知っていたはずだと否定的な証言をした。ヴェーラーは国防軍将兵に対し、この処刑活動に参加することや写真を残すことを固く禁じていた。ヴェーラーはかつての上官マンシュタインの身代わりになる形で、1948年の国防軍最高司令部裁判で懲役8年の判決を受けた。しかし早くも1951年1月には釈放された。
戦後ヴェーラーは故郷ブルクヴェーデルでの自治会活動に従事し、森林保護協会会長や地元のペスタロッツィ財団など数多くの財団の名誉総裁を務めた。二度結婚したが、一人息子ゲルトは第二次世界大戦中に海軍見習士官として1944年にフィンランド湾で戦死した。故郷で死んだヴェーラーは息子の墓の隣に葬られた。その死後財産や回顧録などが自身の財団に寄贈された。

## 文献
- Erich Stoll: Großburgwedel Chronik, Hannover 1972, S.128ff (mit Stammbaum S.127 und einem plattdeutschen Gedicht von Wöhler)
- エーリヒ・フォン・マンシュタイン『失われた勝利：マンシュタイン回想録』（上・下）、本郷健（訳）、中央公論新社、2000年、ISBN 4120029549（上巻） / ISBN 4120029557（下巻）
- Jörg Friedrich: Das Gesetz des Krieges – der deutsche Krieg in Russland und der Prozess gegen das Oberkommando der Wehrmacht, Piper Verlag, 3. Auflage 2003, 1050 Seiten, ISBN 3-492-22116-5